# GeneWeb
GeneWeb è un programma gratuito, multipiattaforma e a sorgente aperto, per l'archiviazione dei dati genealogici nel lungo termine, per la loro elaborazione e rappresentazione grafica.

## Storia
Il programma è stato sviluppato da Daniel de Rauglaudre, che rilasciò la prima versione nel '97, con la collaborazione di Didier Rémy, ricercatore dell'INRIA.
È giunto alla versione 6.08 (stabile) a maggio del 2015, ed alla 7.0 (beta) nel 2017. L'interfaccia del programma supporta 24 lingue, mentre la documentazione è disponibile su GitHub con licenza GNU GPL v2 a partire dalla versione 3.04, parzialmente aggiornata e in 5 lingue.

## Funzionalità
GeneWeb è un software genealogico interamente realizzato in linguaggio HTML, privo di Javascript, ed eseguito sia in locale sul programma di navigazione Internet prescelto (anche in modalità offline), che su server web. L'interfaccia è in grado di generare pagine dinamiche con diagrammi e immagini, a partire dalla relativa base di conoscenza.
GeneWeb è utilizzato da banche dati come GeneaNet, o da Roglo cheal 2019 dichiara di avere 7 milioni di profili.

Permette di creare una propria una base dati genealogica, con diversi di livelli di privilegio nellaccesso in visualizzazione e aggiornamento, sia linea che in modalità offline. Il programma dispone di un motore efficiente nell'analisi delle informazioni genealogiche e nell'estrazione dei legami di consanguineità, o più in generale delle relazioni gerarchiche esistenti, ed è inoltre in grado di rappresentarle generando alberi di discendenza (ovvero letture del genotipi, anche di specie animali).
Inoltre, permette di unire o al contrario dividere due banche dati, creare copie di salvataggio automatiche, importare ed esportare file GEDCOM, supportando la codifica dei caratteri UTF-8.
La banca dati di Cancer GeneWeb è utilizzato dai ricercatori nell'ambito dell'oncologia e dell'ematologia